# بیرون کردن میکروب‌ها از آلمان
بیرون کردن میکروب‌ها از آلمان (انگلیسی: Kicking the Germ Out of Germany) یک فیلم کمدی صامت کوتاه به کارگردانی آلفرد جی. گلدینگ است که در سال ۱۹۱۸ منتشر شد و امروزه یک فیلم گمشده محسوب می‌شود.

## بازیگران
- هارولد لوید
- اسناب پالرد
- ببه دنیلز
- لایج کانلی
- هلن گیلمور
- لو هاروی
- والاس هاو
- باد جیمیسون
- دی لمپتون
- بل میچل
- جیمز پروت
- چارلز استیونسون
- نوآ یانگ
- استل هَریسون